# 粕谷英一
粕谷 英一（かすや えいいち、1956年 - ）は、日本の生態学者、元九州大学理学研究院准教授。
専門は生態学、動物行動学。動物を対象とした生態学、とりわけ行動生態学を研究していて、生態的データに関するデータ解析の方法の検討も行っている。

## 経歴
東京都生まれ。1975年東京都立新宿高等学校卒業、1979年名古屋大学農学部卒業、1981年名古屋大学大学院農学研究科博士前期課程修了、1983年名古屋大学大学院農学研究科博士後期課程退学、1985年農学博士（名古屋大学）、1983年新潟大学教育学部助手、その後、新潟大学教育学部講師、新潟大学教育学部助教授、1995年九州大学理学部助教授、2007年九州大学理学研究院准教授、2022年3月定年退職。2011-2014年に日本動物行動学会会長を、2019-2021年には個体群生態学会会長を務めた。
長年にわたる統計解析法に関する教育・啓蒙ならびに野外安全管理面での功績も高く評価されている。

## 著書
単著
- 行動生態学入門．東海大学出版会（1990）
- 生物学を学ぶ人のための統計のはなし～きみにも出せる有意差．文一総合出版（1998）
- 一般化線形モデル（シリーズRで学ぶデータサイエンス　第10巻）．共立出版（2012）

共著
- 動物行動学のための統計学．藤田和幸 東海大学出版会 （1984)
- 動物生態学（新版）．嶋田正和・山村則男・伊藤嘉昭  海游舎（2005）

共著（分担執筆）
- 社会性昆虫の進化生態学．松本忠夫・東正剛編　海游舎．（1993）
- 講座「進化」第７巻、生態学からみた進化．東京大学出版会（1992）
- 虫を愛し虫に愛された人．長谷川真理子編　文一総合出版（2000）
- 生態学入門．日本生態学会編　東京化学同人（2004）
- 進化学の方法と歴史．石川統ほか編．岩波書店（2005）
- ヒトの心はどこから生まれるのか―生物学からみる心の進化．長谷川眞理子編　ウェッジ（2005）
- 進化学事典．日本進化学会編．共立出版（2012）
- 生態学入門第2版．日本生態学会編．東京化学同人（2012）
- 行動生態学（シリーズ現代の生態学　第5巻）．日本生態学会 編 共立出版（2012）
- 行動生物学辞典．上田恵介ほか編集 東京化学同人（2013）

## 翻訳
- 社会生物学．（E.O.Wilson原著）第１巻．第３巻．伊藤嘉昭監訳　分担訳　思索社 (1983)
- 行動研究入門．（P. P. G. Bateson and P. Martin原著 ”Measuring Behaviour”）近雅博・細馬宏通 共訳　東海大学出版会(1990)
- 進化生物学（D. Futuyma原著）．岸由二代表訳 　分担訳　蒼樹書房 （1991）
- 学生実験のためのデータ解析入門．（L. Lyons 原著） 藤本正行・藤本佳久 共訳 開成出版（1996）
- 進化生物学における比較法．（P. H. Harvey and M. D. Pagel 原著 ”The Comparative Method in Evolutionary Biology”） 単独訳　北海道大学図書刊行会（1997）